# Виктор Павичић
Виктор Павичић (1898—1943) био је заповедник 369. појачане пјешачке пуковније, хрватске легионарске пуковније, на Источном фронту у току Другог светског рата, од 1942. до 1943. године. Павичић је заменио првог заповедника 369. легионарске пуковније, пуковника Ивана Маркуља.
Пре доласка у 369. легионарску пуковнију, пуковник Павичић је био заповедник Хрватске војне академије НДХ у Загребу.

## Заповедништво 369. легионарске пуковније током Стаљинградске битке
Павичић је водио 369. легионарску пуковнију почев од почетка Стаљинградске битке па све до самог краја и немачке предаје Црвеној армији. Павичић је постао једини хрватски официр 369. легионарске пуковније који је одликован немачким златним крстом, за војничке заслуге на Источном фронту. Павичић је водио хрватске добровољце у периоду од лета 1942. па до краха немачке Стаљинградске епопеје у јануару 1943. године. Павичић је претрпео страшне губитке у људству које нису допуњене до задњег дана борби.
Крајем септембра 1942, хрватске легионаре у Голубинскаји, посетио је Анте Павелић, који је том приликом Павичићу доделио Војнички ред гвозденог тролиста III реда.

## Смена и Павичићев нестанак
Последњих дана битке, Павичић је одликован и Војничким редом гвозденог тролиста II реда, што му је донело и титулу витеза НДХ.
Наредбом немачког генерала Санеа од 14. јануара 1943. године, Павичића наслеђује последњи заповедник 369. легионарске пуковније, потпуковник Марко Месић.
Павичић је нестао 20. јануара 1943. током задњих дана очајничких борби у опкољеном Стаљинграду. Није познато да ли су Павичића стрељали Немци као дезертера или је погинуо у тешким борбама или, по неким изворима, у паду авиона.